# Ministerio de Defensa Nacional de Lituania
El Ministerio de Defensa Nacional de Lituania (en lituano: Lietuvos Respublikos Krasto apsaugos ministerija) es uno de los 14 ministerios del Gobierno de Lituania. Tiene su sede en la capital Vilna y fue establecido el 1990.
Su misión, consiste en la «aplicación de la política conjunta con la OTAN, la cooperación con los países extranjeros al sector de defensa, representación de Lituania por la coordinación del derecho internacional humanitario, la gestión de la defensa nacional y los recursos de seguridad financiera, la provisión del ejército con armamento, equipo y otros recursos, la implementación de la política de gestión de personal, la preparación de la reserva militar, la administración del servicio obligatorio, preparación de la sociedad para la resistencia civil y la planificación de la movilización nacional». El actual ministro responsable desde el 13 de diciembre de 2012 es Raimondas Karoblis en calidad de independiente.

## Lista de ministros
|   | Nombre                    | Mandato                 |
| - | ------------------------- | ----------------------- |
| 1 | Audrius Butkevičius       | 23-07-1992 – 28-10-1993 |
| 2 | Linas Antanas Linkevičius | 28-10-1993 – 4-12-1996  |
| 3 | Česlovas Stankevičius     | 4-12-1996 – 27-10-2000  |
| 4 | Linas Antanas Linkevičius | 27-10-2000 – 29-11-2004 |
| 5 | Gediminas Kirkilas        | 29-11-2004 – 6-07-2006  |
| 6 | Juozas Olekas             | 6-07-2006 – 28-11-2008  |
| 7 | Rasa Juknevičienė         | 28-11-2008 – 13-12-2012 |
| 8 | Juozas Olekas             | 13-12-2012 – 29-11-2016 |
| 9 | Raimundas Karoblis        | 29-11-2016 — actualidad |